# Фейрмаунт (Нью-Йорк)
Фейрмаунт (англ. Fairmount) — переписна місцевість (CDP) в США, в окрузі Онондага штату Нью-Йорк. Населення — 10 248 осіб (2020).

## Географія
Фейрмаунт розташований за координатами 43°2′29″ пн. ш. 76°14′55″ зх. д. / 43.04139° пн. ш. 76.24861° зх. д. (43.041397, -76.248556).  За даними Бюро перепису населення США в 2010 році переписна місцевість мала площу 8,63 км², уся площа — суходіл.

## Демографія
Згідно з переписом 2010 року, у переписній місцевості мешкали 10 224 особи в 4408 домогосподарствах у складі 2853 родин. Густота населення становила 1184 особи/км².  Було 4562 помешкання (528/км²).
Расовий склад населення:
| - 93,2 % — білих - 2,2 % — чорних або афроамериканців - 1,7 % — азіатів - 0,6 % — корінних американців - 0,1 % — вихідців з тихоокеанських островів |

До двох чи більше рас належало 1,8 %. Частка іспаномовних становила 2,0 % від усіх жителів.
За віковим діапазоном населення розподілялося таким чином: 20,4 % — особи молодші 18 років, 59,8 % — особи у віці 18—64 років, 19,8 % — особи у віці 65 років та старші. Медіана віку мешканця становила 43,9 року. На 100 осіб жіночої статі у переписній місцевості припадало 88,5 чоловіків;  на 100 жінок у віці від 18 років та старших — 85,1 чоловіків також старших 18 років.
Середній дохід на одне домашнє господарство  становив 69 072 долари США (медіана — 62 396), а середній дохід на одну сім'ю — 77 450 доларів (медіана — 69 250). Медіана доходів становила 50 417 доларів для чоловіків та 48 722 долари для жінок. За межею бідності перебувало 4,5 % осіб, у тому числі 2,2 % дітей у віці до 18 років та 7,4 % осіб у віці 65 років та старших.
Цивільне працевлаштоване населення становило 5427 осіб. Основні галузі зайнятості: освіта, охорона здоров'я та соціальна допомога — 36,8 %, роздрібна торгівля — 13,2 %, науковці, спеціалісти, менеджери — 8,1 %, мистецтво, розваги та відпочинок — 7,8 %.